# 第272国民掷弹兵师

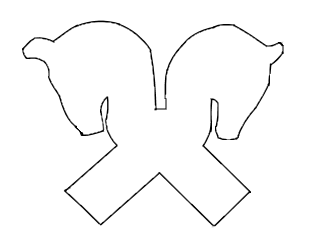
第272國民擲彈兵師徽章

第272国民掷弹兵师（272. Volksgrenadier-Division）是納粹德國陸軍的一个國民擲彈兵师级单位，组建于诺曼底战役兵败之后。该师由陆军现有单位人员以及改为执行步兵任务的空军和海军人员组成，在西西方战线且战且退，最终在1945年4月，该师大部在魯爾包圍戰中被包围，最終投降。